# Hi no Tori (manga)
Phoenix (火の鳥, Hi no Tori, Lett. Vuurvogel) is een onafgewerkte mangareeks van Osamu Tezuka. Tezuka beschreef het werk als zijn levenswerk. Hij begon aan de reeks in 1954 en werkte er aan tot zijn dood in 1989. Het werk bestaat uit 12 volumes die elk een eigen, onafhankelijk verhaal vertellen en die zich in andere tijden afspelen. De verhalen wisselen tussen de verre toekomst en de prehistorie. Het werk werd nooit afgewerkt vanwege Tezuka's overlijden in 1989.
Een aantal van de verhalen werd verwerkt tot anime, OVA's en zelfs een live-action film. In 2007 werd de volledige reeks in het Engels uitgegeven.

## Overzicht
Phoenix gaat over reïncarnatie. Elk verhaal gaat over de zoektocht naar onsterfelijkheid in de vorm van bloed van een feniks, welke in Tezuka's tekeningen lijkt op de Feng Huang. De personages geloven dat het bloed een eeuwig leven biedt, maar onsterfelijkheid wordt voorgesteld als of onbereikbaar of een vloek. De Boeddhistische vorm van reïncarnatie wordt daarentegen voorgesteld als het natuurlijke levenspad voor elk levend wezen.
De verhalen springen doorheen de tijd: Tezuka gebruikt zowel sciencefiction werelden als historische plaatsen. De verhalen bevatten een aantal personages die steeds terugkeren. Sommigen hiervan maken deel uit van Tezuka's sterrenstelsel (een verzameling personages die hij steeds hergebruikt doorheen zijn manga). Veel van de Phoenix verhalen gebruiken experimentele striptechnieken en visuele ontwerpen.
Tezuka zou inspiratie voor de reeks gevonden hebben bij de muziek van Igor Stravinsky. De fenix zelf was geïnspireerd door de Russische vuurvogel zoals weergegeven in de Sojoezmoeltfilm tekenfilm Konyok Gorbunok van Ivan Ivanov-Vano.

### Volumes
Na verschillende gefaalde pogingen uit de jaren 1950 begon Tezuka aan het eerste hoofdstuk (Dawn) in 1967. Het werd oorspronkelijk uitgegeven in het tijdschrift COM. Na de stopzetting van COM in de jaren 1970 verschoof de publicatie naar het tijdschrift Manga Shonen. Het laatste hoofdstuk, Sun, werd uitgegeven in The Wild Age.
Dawn (黎明編 reimei-hen)
Het eerste volume, welk oorspronkelijk werd uitgegeven in 1967. Het verhaal speelt zich af in 240-70 onder het heerschappij van Himiko van Yamataikoku. Met behulp van generaal Sarutahiko en het leger gaat ze op zoek naar de fenix en de eeuwige jeugd.
Future (未来編 mirai-hen)
Het tweede volume, welk oorspronkelijk werd uitgegeven in 1967–68. In de chronologie van Phoenix is dit het laatste verhaal; het vindt plaats op het einde van de mensheid. In 3404 heeft de mensheid zijn piek bereikt en is het nu aan het vergaan. Een jonge man genaamd Masato Yamanobe woont samen met zijn vriendin Tamami, een alien die van vorm kan veranderen. Achtervolgd door Yamanobe's baas belandt het duo in het labo van dokter Saruta, een gekke geleerde die probeert het leven op aarde te preserveren met behulp van zijn robot Robita. Een atoomoorlog breekt uit.
Yamato (ヤマト編 yamato-hen)
Het derde volume, welk oorspronkelijk werd uitgegeven in 1968–69. Het verhaal speelt zich af in 320–50 en is gebaseerd op de legende van Yamato Takeru. De decadente koning van Yamato probeert de geschiedschrijving van Japan naar zijn hand te zetten. Tegelijkertijd schrijft de barbaarse stam Kumaso een objectieve geschiedenis. De koning beveelt zijn zoon Oguna om de leider van de Kumaso te vermoorden. Onderweg komt Oguna de fenix tegen.
Universe (宇宙編 uchu-hen)
Het vierde volume, welk oorspronkelijk werd uitgegeven in 1969; ook bekend als Space. Het verhaal speelt zich af in 2577. Vier astronauten ontvluchten hun kapotte ruimteschip. De overlevenden stranden op een mysterieuze planeet waar zij de fenix ontmoeten.
Ho-o (鳳凰編 ho-o-hen)
Het vijfde volume, welk oorspronkelijk werd uitgegeven in 1969–1970. Het verhaal speelt zich af in 720-752 (de periode waarin de Daibutsu werd gebouwd). De eenogige, eenarmige man Gao wordt een moordlustige bandiet wanneer zijn dorp zich tegen hem keert. Hij valt de beeldhouwer Akanemaru aan; de twee worden door het lot verbonden. Akanemaru wordt geobsedeerd door de fenix terwijl Gao vrede vindt met zichzelf. Dit hoofdstuk wordt gezien als het hoogtepunt van de manga. Het verhaal inspireerde twee computerspellen: Hi no Tori Hououhen en Hi no Tori Hououhen: Gaou no Bouken, beiden van Konami.
Resurrection (復活編 fukkatsu-hen)
Het zesde volume, welk oorspronkelijk werd uitgegeven in 1970-1971. Het verhaal speelt zich af in 2482-3344. Leo sterft bij een auto-ongeluk. De medische wereld brengt hem terug tot leven, maar door zijn artificiëel brein ziet hij nu alle levende wezens, inclusief andere mensen, als vreemde kleien figuren terwijl robots en machines er plots als mooie wezens uitzien. Leo wordt verliefd op de robot Chihiro, die voor hem een mooi meisje lijkt. Liefde tussen mensen en robots is echter verboden.
Robe of Feathers (羽衣編 hagoromo-hen)
Uitgegeven in COM, 1971. Het verhaal is gebaseerd op het Hagoromo no-spel.
Nostalgia (望郷編 bokyo-hen)
Uitgegeven in COM, 1971; voortgezet in Manga Shonen, 1976-1978. Een sciencefictionverhaal over de opkomst en neerval van een maatschappij op een woestijnplaneet.
Turbulent Times (乱世編 ranse-hen)
Uitgegeven in Manga Shonen, 1978–1980. Dit verhaal gaat over de houthakker Benta en zijn jeugdliefde Obu, die door de Genpei-oorlog van elkaar gescheiden worden. Het verhaal bevat verscheidene historische figuren en gebeurtenissen.
Life (生命編 seimei-hen)
Uitgegeven in Manga Shonen, 1980. Een televisieproducent wil mensen klonen voor een realityserie programma waarin op hen gejaard wordt. Wanneer hij zelf wordt aanzien als kloon, leert hij zijn fouten inzien.
Strange Beings (異形編 igyo-hen)
Uitgegeven in Manga Shonen, 1981. Het verhaal gaat over een Bhikkhuni (een Boeddhistische non) die als straf voor haar zonden door de fenix wordt opgesloten in een tijdssprong. Daar wordt ze gedwongen om slachtoffers van diverse oorlogen uit alle tijden en plaatsen te verzorgen, waaronder mensen, yokai en aliens..
Sun (太陽編 taiyo-hen)
Uitgegeven in The Wild Age, 1986–88. Dit is het langste verhaal en het laatste volume dat Tezuka afwerkte voor zijn dood. Harima is een jonge Koreaanse soldaat uit Paekche wiens hoofd wordt vervangen door een wolvenkop na een verloren gevecht. Hij ontsnapt naar Japan en wordt er een lokale heer genaamd Inugami. Daar raakt hij verzeild in de Jinshin Oorlog en moet hij vechten tegen bovennatuurlijke krachten en tijdreizigers.

## Bewerkingen
Een aantal volumes van Phoenix werden bewerkt tot anime. De best gekende tekenfilm gebaseerd op de manga is Phoenix 2772. Twee OVA's en een tekenfilm werden uitgegeven in de late jaren 1980. Een 13-delige televisiereeks werd in 2004 in Japan uitgezonden. In juli 2004 en juni 2012 volgden er twee animereeksen.
In 1978 werd een live-action film getiteld Hi no Tori gemaakt met regie van Kon Ichikawa. De film bevatte een aantal animatiescenes van Tezuka en was gebaseerd op het verhaal van Dawn. Tomisaburo Wakayama en Tatsuya Nakadai speelden er in mee. De muziek was van de hand van Michel Legrand en Jun Fukamachi.
Konami maakte een MSX spel gebaseerd op Ho-o. De fenix komt ook voor in de 2003 Astroboy reeks en in het 2004 Astro Boy: Omega Factor spel.

### Computerspellen
- Hi no Tori Hououhen (1987, MSX2)
- Hi no Tori Hououhen: Gaou no Bouken (1987, Famicom)
- Black Jack Hinotorihen (2006, Nintendo DS)
- DS de Yomu Series: Tezuka Osamu Hi no Tori 1 (2008, Nintendo DS)
- DS de Yomu Series: Tezuka Osamu Hi no Tori 2 (2008, Nintendo DS)
- DS de Yomu Series: Tezuka Osamu Hi no Tori 3 (2008, Nintendo DS)